# Léopold Renard
Pour les articles homonymes, voir Renard (homonymie).
Léopold Louis Célestin Renard, né à Paris (6e arrondissement) le 3 mars 1868 et mort à Lyon (1er arrondissement) le 31 octobre 1945, est un sculpteur français.
Il est le fils du sculpteur Charles Renard et le père du médailleur Marcel Renard.

## Biographie

### Origines familiales
Le berceau de la famille Renard et Lucey en Meurthe et Moselle, près de Toul. À Pierre Renard père (né en 1720) et fils (né en 1760) a succédé Louis Renard (1800-1867), vigneron a Malzéville, père du premier sculpteur de la famille Charles-Aimé Renard (1833-1915), né à Malzéville, proche de Nancy. Il épouse Marie Joséphine Feliza, originaire de Suisse, couturière et amie de la sœur Renard.

### Formation
Léopold Renard apprend le métier sous les conseils de son père Charles Renard, puis des sculpteurs Joseph Fabisch, Charles Dufraine et Étienne Pagny.

### Une carrière lyonnaise
Léopold Renard  vient à Lyon pour la pratique des statues de La Tragédie et de La Comédie commandées en 1876 à Louis Auguste Roubaud pour le théâtre des Célestins. Il participe à des projets comme le fronton de la basilique de Fourvière, le Grand Théâtre et l’hôtel de ville de Lyon. Il travaille sur les Monuments de la République à Carnot et Lyon, ainsi qu’au Monument aux Girondins de Bordeaux en 1895.
À partir de 1888, il expose aux Salon de Lyon. Il devient secrétaire de la Société lyonnaise des beaux-arts.
La Ville de Lyon lui commande les bustes en marbres des « Lyonnais dignes de mémoire » par le maire de Lyon (1905) et le sculpteur Jean Carriès (1907).
En 1905, il est nommé professeur des écoles artistiques de la Ville de Lyon, fonction qu’il occupera pendant seize années.
En 1907, il obtient la médaille d’or pour son buste du sculpteur Carriès. Il devient vice-président de la Société lyonnaise des beaux-arts puis président d’honneur du jury du Salon de Lyon.
Il participe également à la décoration de l’atrium de la Bourse du travail de Lyon en 1934 avec Meysson, ainsi qu’à la Grande Poste de Lyon avec un bas-relief en 1938.
Il a vécu pendant de 1900 à 1945 au 6 bis, rue l’Isly dans le quartier Croix-Rousse à Lyon.
Léopold Renard meurt à Lyon  le 1er novembre 1945.

## Œuvres dans l'espace public
- Lyon :

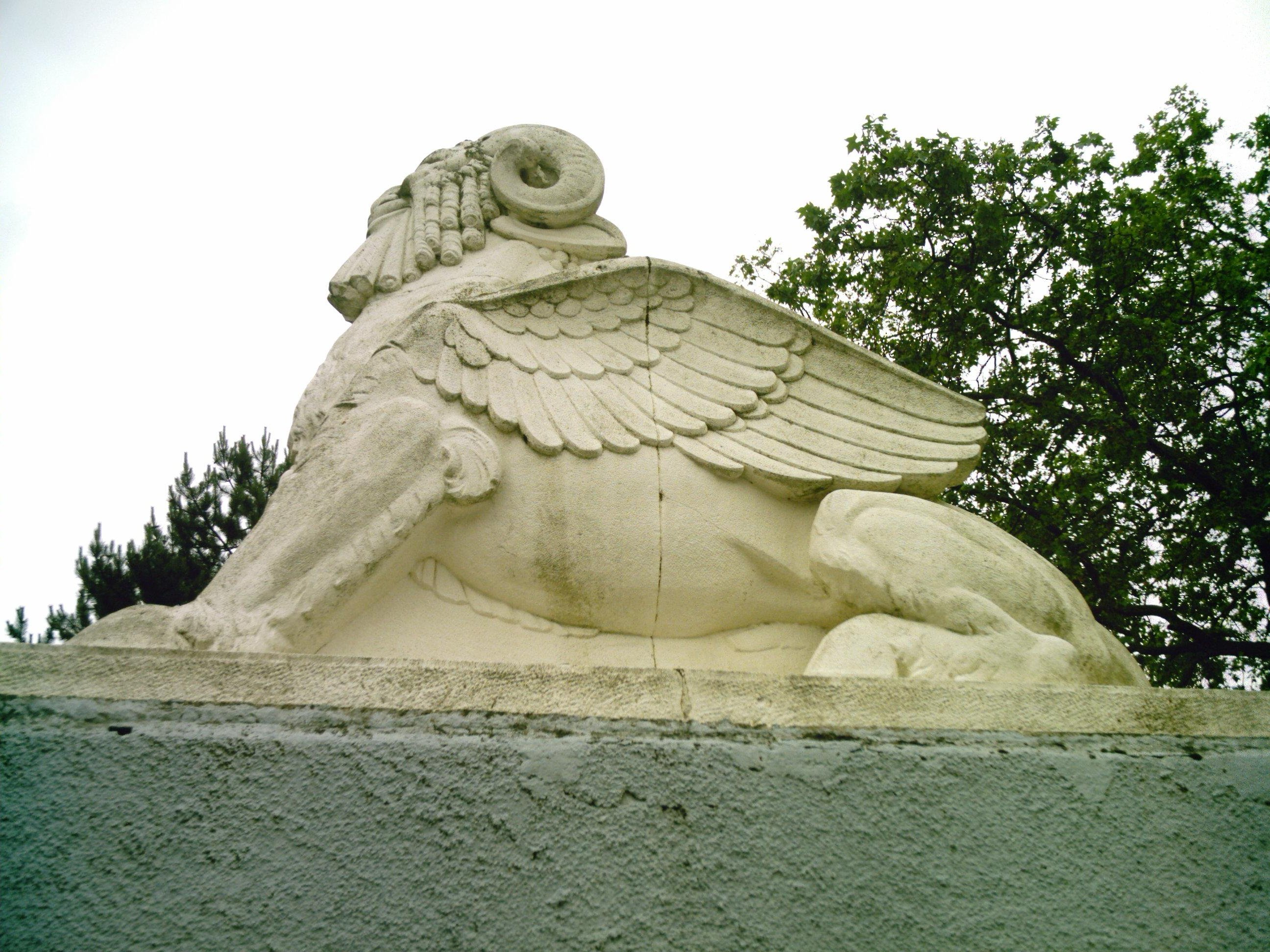
Sphinx, Lyon, vélodrome du parc de la Tête d'Or.

  - basilique Notre-Dame de Fourvière : Christ, marbre.
  - Caisse d’épargne Croix-Rousse : Le Rhône et la Saône.
  - cimetière de la Croix-Rousse :
    - Sépulture Wetter ;
    - Monument funéraire de Victor Fort, pierre :
    - Monument funéraire d'Henry Gorjus, médaillon en bronze ;
    - Monument funéraire de Philippe Krauss, pierre.

  - cimetières de La Guillotière : Sépulture Charpin.
  - cimetière de Loyasse : médaillon à l’effigie de Bauer, 1937, disparu en 1994.
  - musée des Beaux-Arts : Portrait d'homme dit de Victor Hugo, 1926, plâtre patiné.
  - Opéra de Lyon, terrasse : Erato.
  - parc de la Tête d'Or, vélodrome : Sphinx, statue en pierre[5].
- Tournon :
  - [Où ?] : Rhône vers le Soleil.
  - passerelle Marc-Seguin : Monument à Marc Seguin, 1926, en collaboration avec Marcel Renard.
- Villefranche-sur-Saône : Femme voilée.

### Série des Lyonnais célèbres
- Louis Vitet, maire de Lyon, buste en marbre.
- Antoine Gailleton, maire de Lyon, buste en marbre.
- Jean-Joseph Carriès, sculpteur, buste en marbre.
- Mathieu Jaboulay, chirurgien, buste en marbre.
- Alexandre Luigini, chef d’orchestre, buste en marbre.
- Monument à Henry Gorjus, maire adjoint de la Croix Rousse, buste en marbre.

Œuvres de Léopold Renard
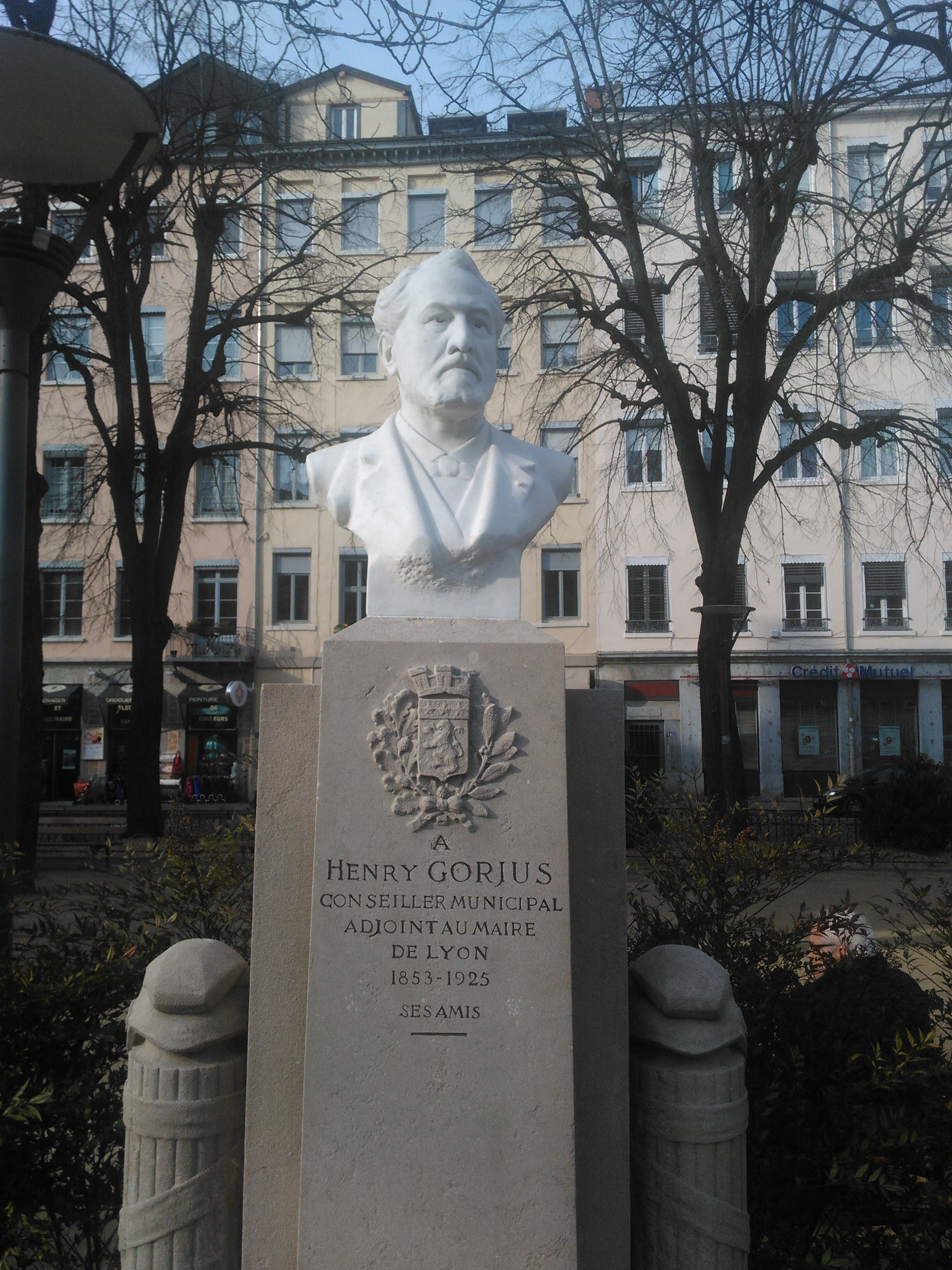
Monument à Henry Gorjus, Lyon, mairie du 4e arrondissement.
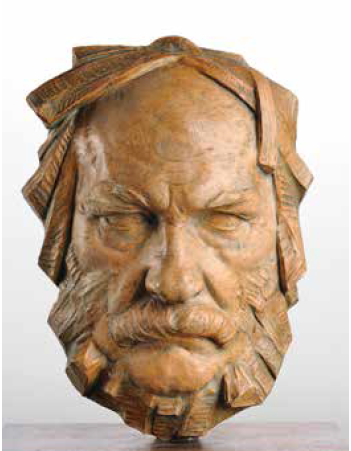
Portrait d'homme dit de Victor Hugo (1926), musée des Beaux-Arts de Lyon.
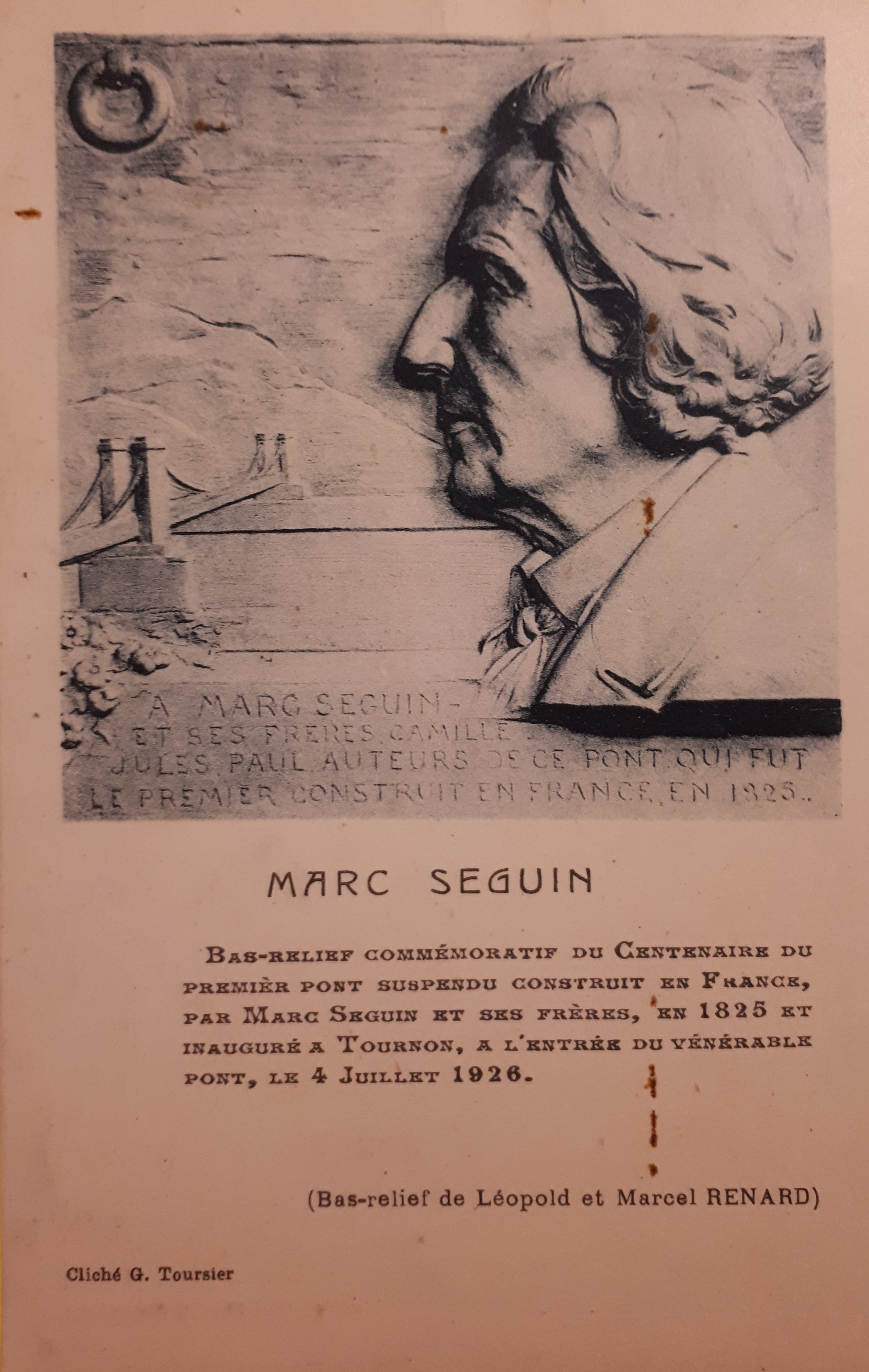
Monument à Marc Seguin (1926), en collaboration avec Marcel Renard,Tournon-sur-Rhône, passerelle Marc-Seguin.
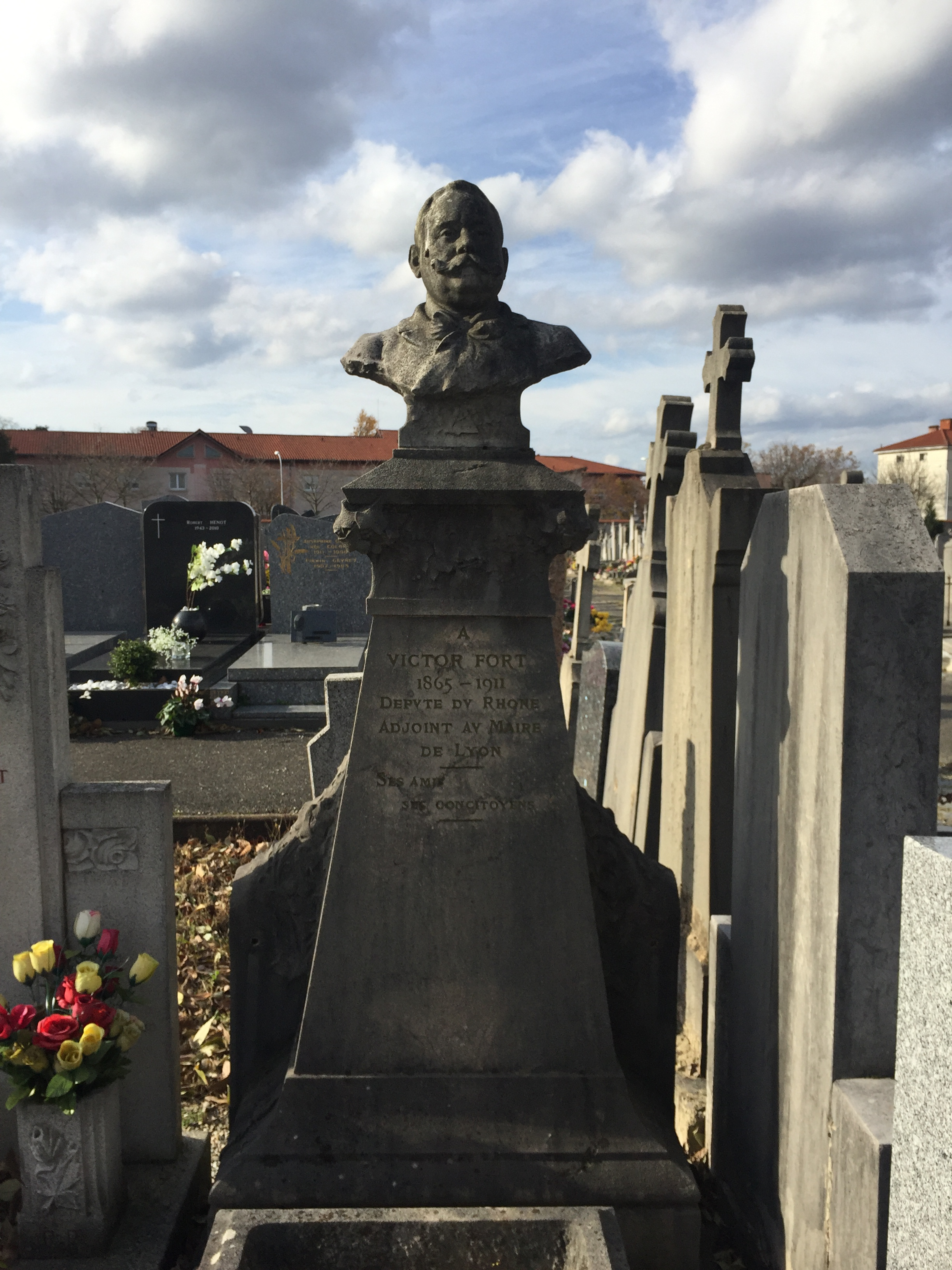
Monument funéraire de Victor Fort, Lyon, cimetière de la Croix-Rousse.
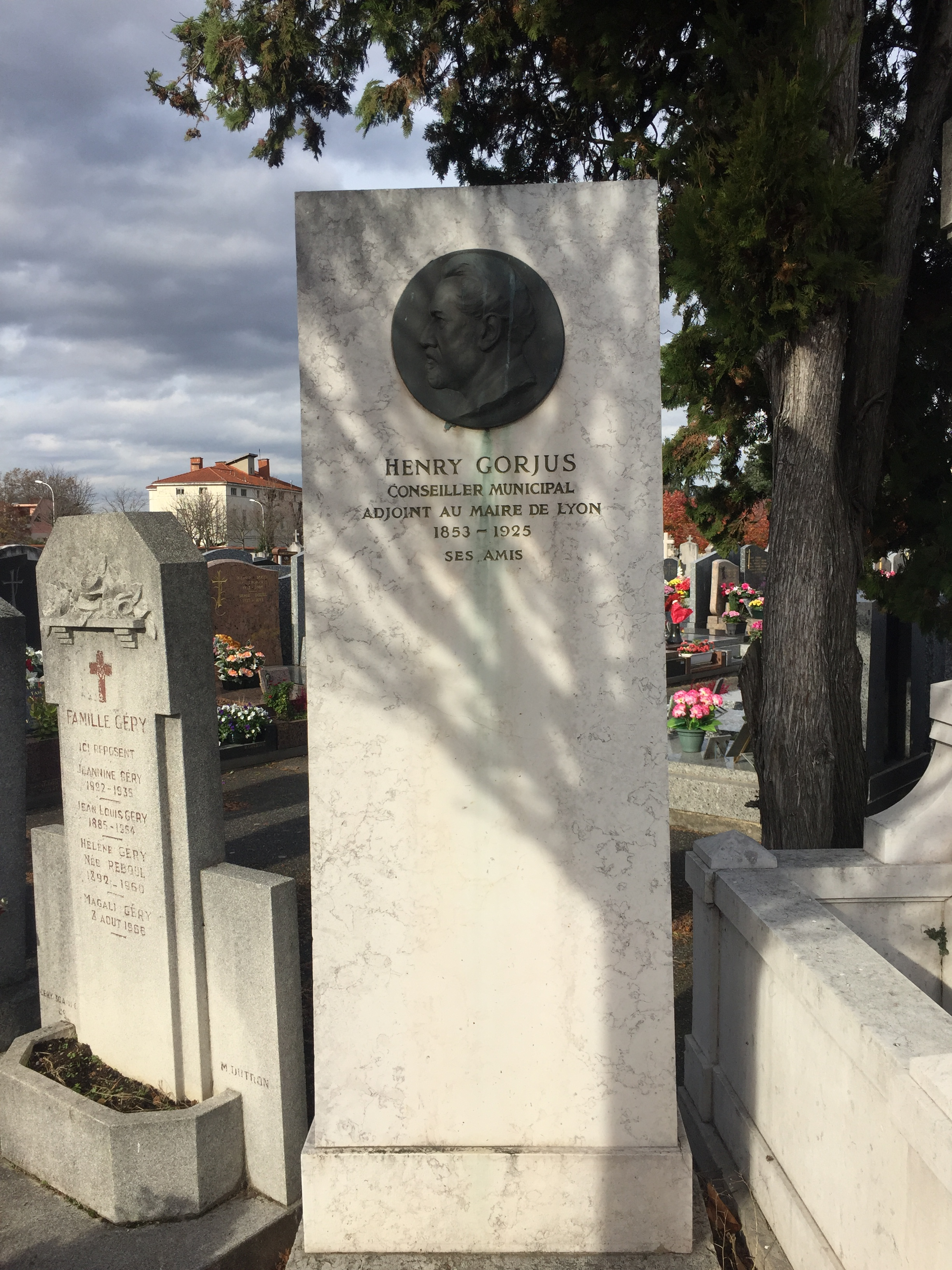
Monument funéraire d'Henry Gorjus, Lyon, cimetière de la Croix-Rousse.

### Œuvres attribuées à Léopold Renard, localisation inconnue
- Le Penseur, 1917, buste en bronze de son père Charles Renard[réf. nécessaire].
- Beethoven, buste en haut-relief en bronze[réf. nécessaire].
- Deux chauves souris, cendrier[réf. nécessaire].
- Christ voilé[réf. nécessaire].
- Faune au collier de perle[réf. nécessaire].
- Faune[réf. nécessaire].
- L’Année de la mort[réf. nécessaire].
- L'Indien[réf. nécessaire].
- Fleurs du Mal, maquette d'après l’ouvrage de Charles Baudelaire[réf. nécessaire].
- Le Doute, maquette d'après Sully Prudhomme[réf. nécessaire].
- Saint Lazare au linceul, tête en marbre[réf. nécessaire].

Œuvres non localisées attribuées à Léopold Renard
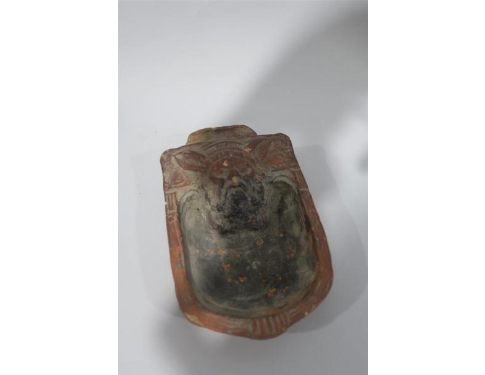
Faune
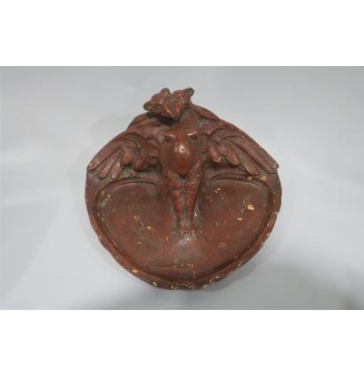
Deux chauves souris
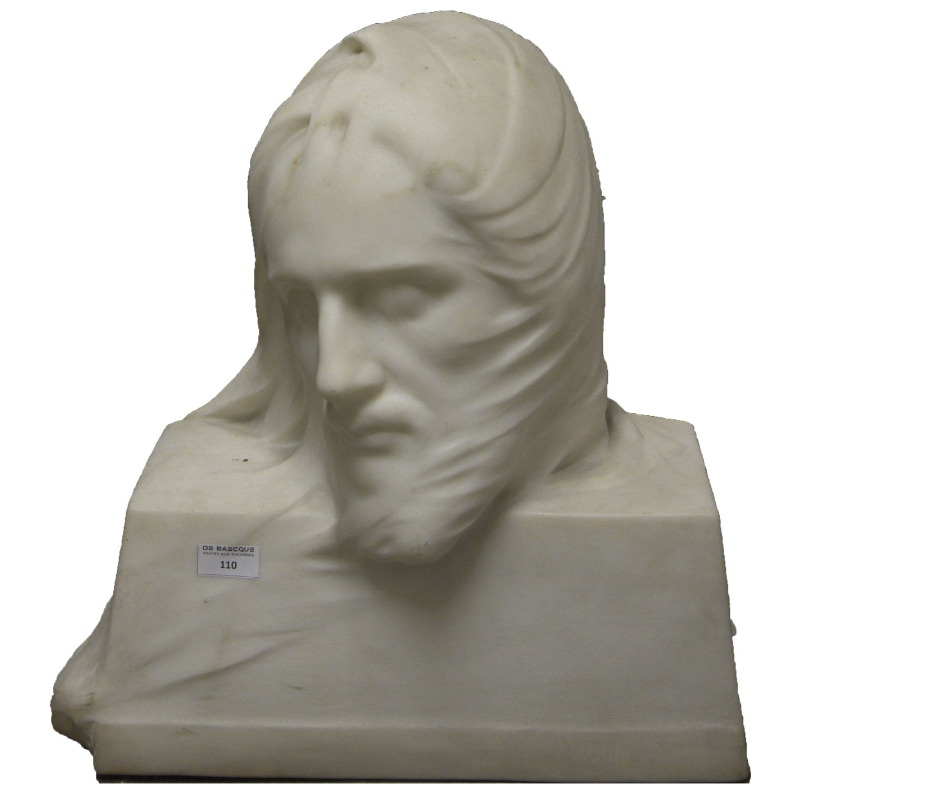
Lazare dans linceul
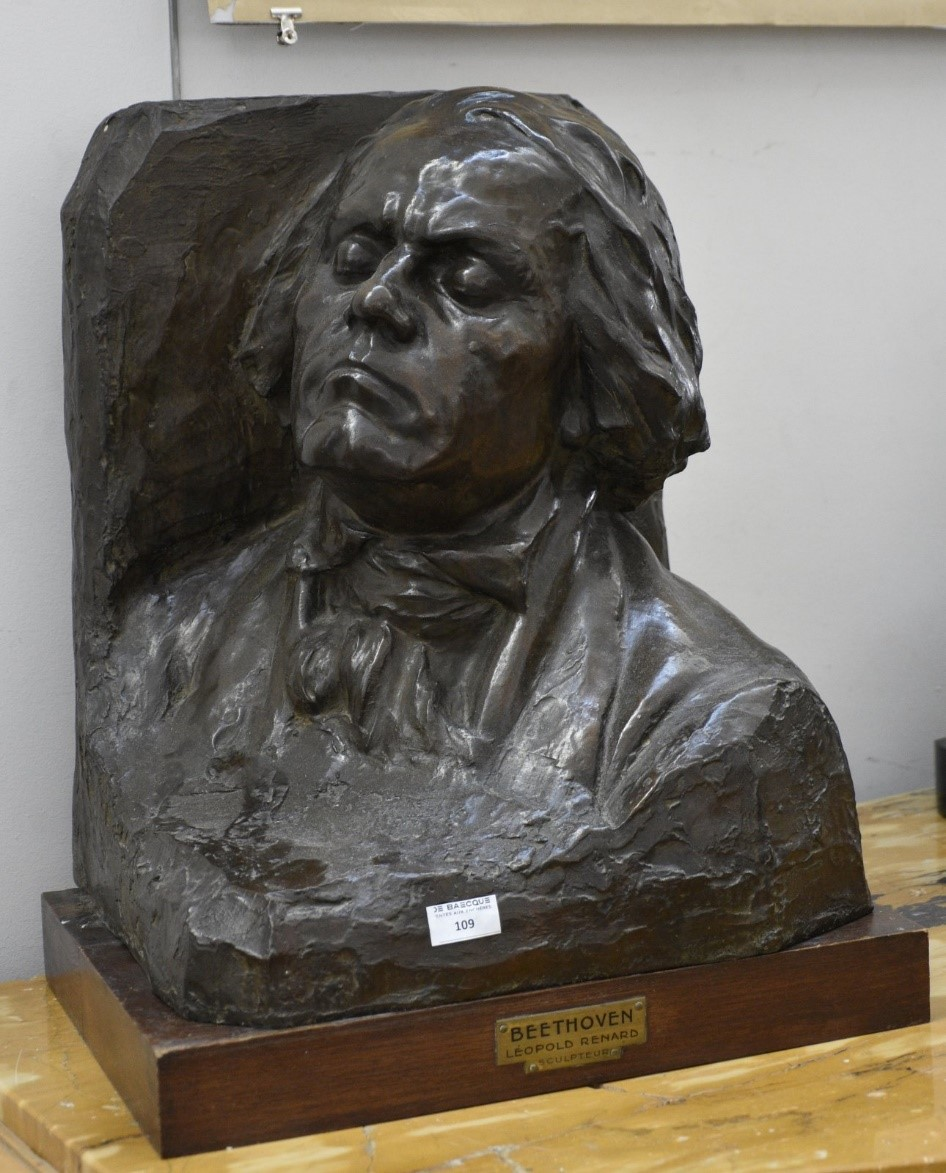
Beethoven

## Distinctions
- Chevalier de la Légion d'honneur
- Officier d'académie
- Officier de l'Instruction publique

Léopold Renard est nommé chevalier dans l'ordre national de la Légion d'honneur par décret du 15 janvier 1928. Il est officier d'Académie en 1908, officier de l’instruction publique en 1912 et commandeur de l'ordre du Nichan Iftikhar en 1920.

## Hommage
Un square des Trois-Renard se trouve dans le 6e arrondissement de Lyon, en hommage à Charles, Léopold et Marcel Renard.